# Na Tichém oceánu

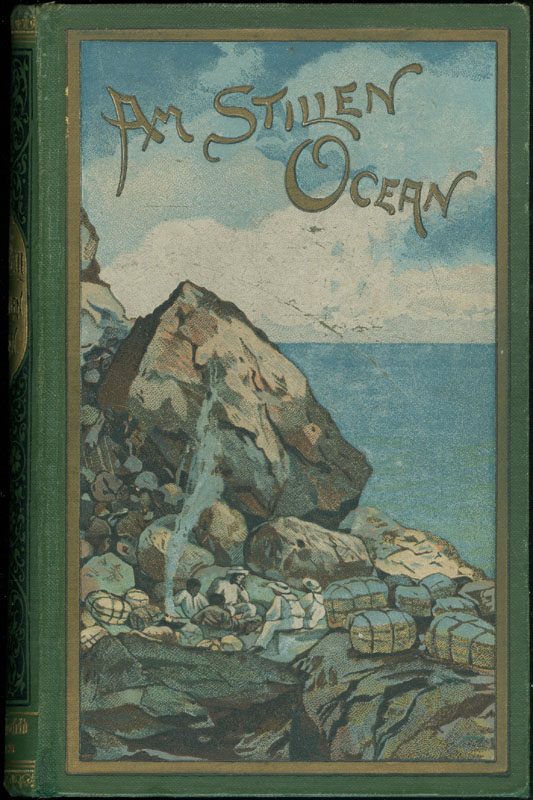
Vydání sbírky z roku 1900

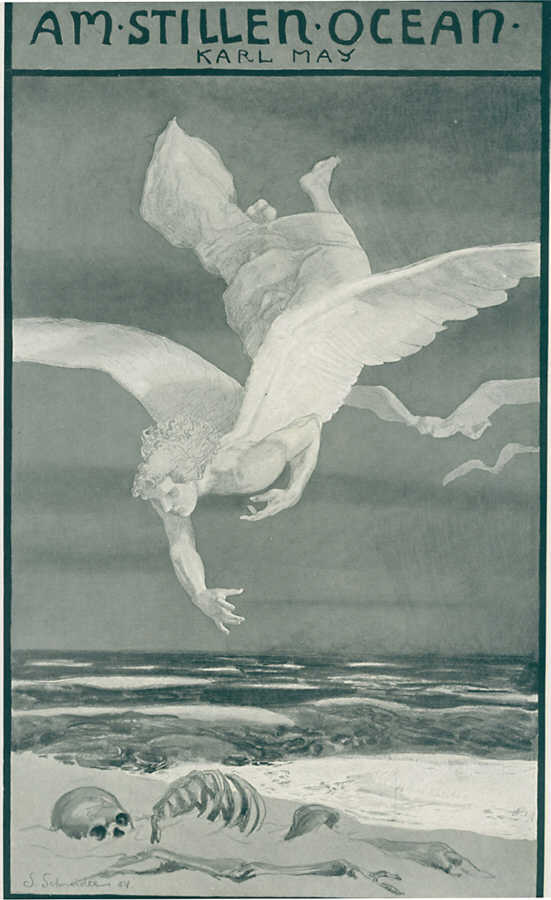
Vydání sbírky z roku 1904 s obálkou od Saschy Schneidera

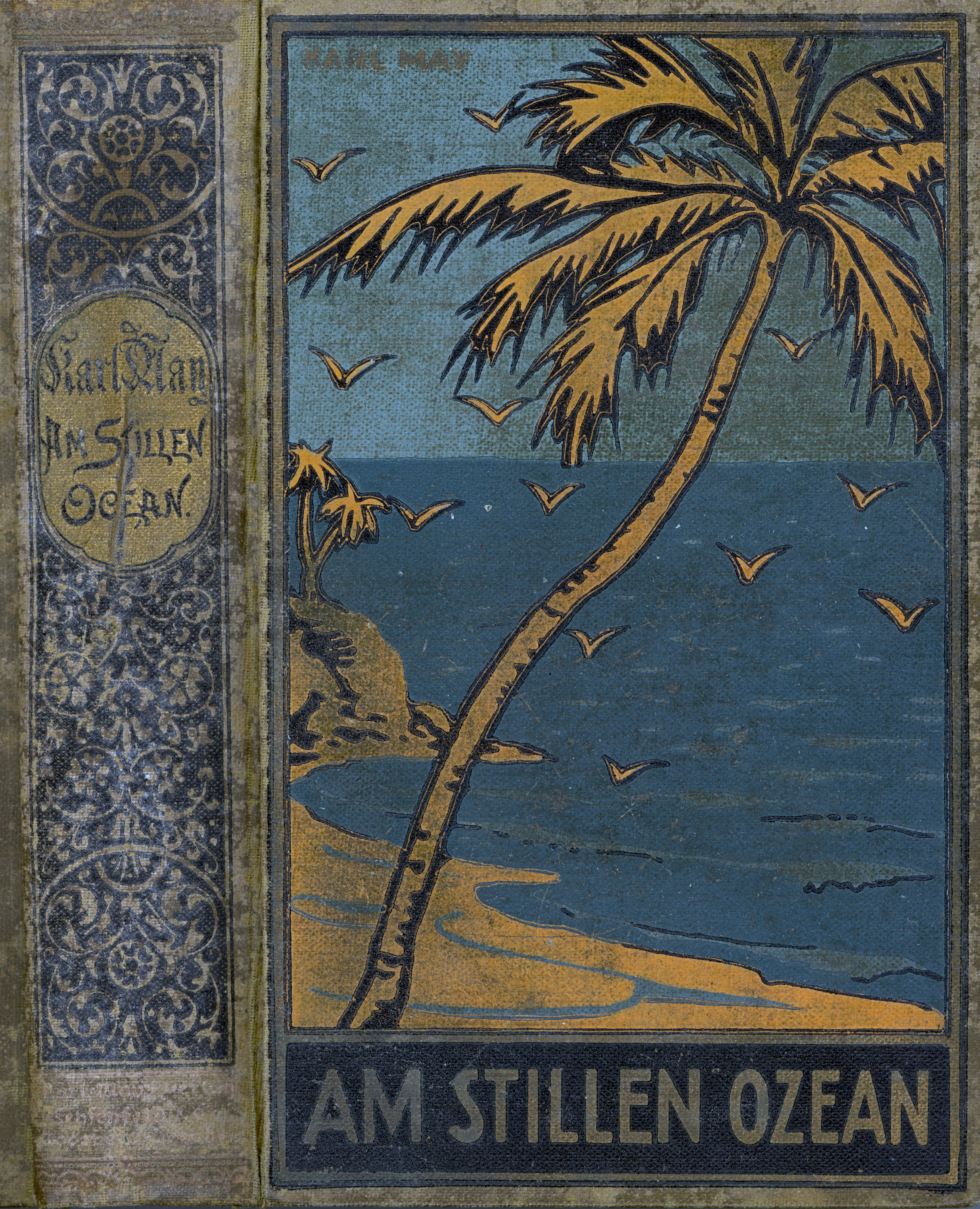
Vydání sbírky z roku 1914

Na Tichém oceánu (1894, Am Stillen Ozean) je sbírka dobrodružných povídek německého spisovatele Karla Maye. Sbírka obsahuje pět autorových povídek:
- Ehri (1878, Der Ehri),
- Kiang-lu (1880, Der Kiang-lu),
- Brodnik (1880, Der Brodnik),
- Girl-Robber (1879, Der Girl-Robber),
- Na Tygřím mostě (1894, An der Tigerbrücke).

Sbírka vyšla roku 1894 jako jedenáctý svazek Mayových spisů vydávaných nakladatelstvím Friedrich Ernst Fehsenfeld ve Freiburgu. Roku 1910 vydal Friedrich Ernst Fehsenfeld ilustrovanou verzi této knihy s ilustracemi Willyho Morlata. Roku 1913 vyšla kniha jako jedenáctý svazek Sebraných spisech Karla Maye (Karl May’s Gesammelte Werke) v původním Mayově uspořádání.. Od roku 1953 kniha obsahuje povídky uspořádané do dvou příběhů a z povídek se staly kapitoly těchto příběhů:
- V zemi draka (Im Zeichen des Drachen) obsahuje povídky Ehri, Kiang-lu a Brodnik,
- Piráti Indického moře (Die Piraten des indischen Meeres), obsahuje povídky Girl-Robber a Na tygřím mostě.[2]

Česká vydání sbírky i samostatná vydání jednotlivých povídek je možno najít v článku Povídkové dílo Karla Maye.

## Povídky ve sbírce

### Ehri
První varianta povídky vznikla roku 1878 s názvem Ehriho pomsta (Die Rache des Ehri) a vyšla v časopise Frohe Stunden. V přepracované podobě pak pod názvem Ehri (Der Ehri) vycházela od prosince roku 1879 do ledna roku 1880 v katolickém týdeníku Deutschen Hausschatz in Wort und Bild. Kromě toho existuje ještě jedna verze tohoto příběhu s názvem Tui Fanua, která vyšla roku 1880 v časopise Für alle Welt!). Roku 1894 May povídku zařadil do své povídkové sbírky Na Tichém oceánu. V tom samém roce vyšla povídka pod názvem Pomsta Ehriho ( Die Rache des Ehri) v povídkové knize Škrtič karavan (Der Karawanenwürger) od nakladatelství Hugo Liebau v Berlíně. V Sebraných spisech Karla Maye z nakladatelství Karl-May-Verlag vychází tato povídka společně s povídkami Kiang-lu a Brodnik v jednom příběhu s názvem V zemi draka (Im Zeichen des Drachen). Původní text z roku 1878 je obsažen v sedmdesátém prvním svazku spisů Old Firehand.
Vypravěč Charley (Karel) cestuje na trojstěžníku Poseidon z Valparaísa do Hongkongu. U Pomatských ostrovů je překvapí orkán a loď ztroskotá u jednoho z neobydlených atolů souostroví. Všichni se naštěstí ve zdraví dostanou na ostrov a doufají, že je nějaká loď objeví. Přitom se jim podaří zachránit před pronásledovateli muže, který se k atolu dostal na polynéské lodici va'a vybavené proti převrácení tzv. outriggerem (tj. bočním opěrným plovákem). Muž se jmenuje Potomba a je to ehri (ostrovní kníže) z Tahiti. Vzal si za ženu Pareymu, dceru kněze Anuiho z ostrova Eimeu. Když se stal křesťanem, požadoval Anui svou dceru zpět, a když mu nebylo vyhověno, rozhodl se Potombu zabít. Charley s ehrim následně odjedou jeho lodicí na Tahiti pro pomoc.
V Papeete Charley objeví, že zde náhodu se svou lodí kotví jeho přítel kapitán Frick Turnetisck, který mu slíbí, že trosečníky na atolu zachrání. Erih však zjistí, že jeho žena Pareyma byla svým otcem Anuim unesena na Emieu a Anui přitom zavraždil ehriho matku, která jí chtěla bránit. Na Emieu Anui donutí svou dceru, aby si vzala v pohanském rituálu za muže ehriho nepřítele Matembu. Charley sice ehrimu rozmlouvá krvavou pomstu, nehodnou křesťana, ale ehri na to nedbá. Sleduje svatební loďstvo, ve kterém si Matemba veze novou ženu domů, pomocím ryb přiláká žraloky, přetáhne Pareymu na svou lodici a Matembovi přerve u lodice lýkové provazy držící outrigger. Lodice, ve které s Matembou pluje i Anui se převrátí, a oba spadnou mezi zuřivé žraloky. Turnestick pak ehriho i jeho ženu odveze na své lodi do bezpečí na Samojské ostrovy, když předtím s Charleym vyzvedne s atolu trosečníky z lodi Poseidon.

### Kiang-lu
Text povídky byl prvně vydán roku 1880 v katolickém týdeníku Deutschen Hausschatz in Wort und Bild. Roku 1894 May povídku zařadil do své povídkové sbírky Na Tichém oceánu. V Sebraných spisech Karla Maye z nakladatelství Karl-May-Verlag vychází tato povídka společně s povídkami Ehri a Brodnik v jednom příběhu s názvem V zemi draka (Im Zeichen des Drachen).
Příběh navazuje na povídku Ehri. Ze Samojských ostrovů se Charley plaví s kapitáne Turnestickm na jeho lodi k Boninským ostrovům. Dostanou se do tajfunu a loď je poškozena. Přistanou proto v přístavu Port Lloyd na největším boninském ostrově Peel a Turnestick dá svou loď opravit. Při lovecké výpravě zachrání život mladého Číňana jménem Kong-ni, kterého na nepřístupné místo vyvrhl tajfun při ztroskotání jeho džunky. Kong-ni je Charlemu tak vděčný, že mu daruje talisman, který, jak se později ukáže, je poznávacím znamením říčních pirátů vedených tajemným Kiang-luem.
Po opravě lodi pokračuje Charleyho cesta do Hongkongu. Zde je při výletě loďkou po řece společně s Turnestickem zajat říčními piráty. Pomocí talismanu se jim oběma podaří uprchnout a dokonce zachránit ze zajetí holandskou dívku. Další zastávka obou přátel je Kanton, ve kterém jim vzniknou problémy s místními obyvateli v krčmě, když navštíví staré čínské čtvrtě. Ukáže se, že soudce, odpovědný za vyřešení případu, je strýcem Kong-niho. Umožní jim, aby Kong-niho mohli navštívit u jeho otce, který bydlí v blízkém městečku. Stanou se hosty v jeho domě, ale zjistí, že je v kontaktu s Kiang-luem. Charley odhalí Kiang-luovu identitu: jde ve skutečnosti o vysoce postaveného císařského úředníka (mandarína). Charley s Turnestickem jsou vlákáni do pasti, zajati a uvrženi do jeskyně Lung-keu-siang (Dračí propast), kde mají zemřít hladem. Osvobodí se a při potyčce Turnestick srazí Kiang-lua ze skály. Podaří se jim dostat se na Turnestickovu loď a plaví se do Macaa, odkud pochází zachráněná holandská dívka.

### Brodnik

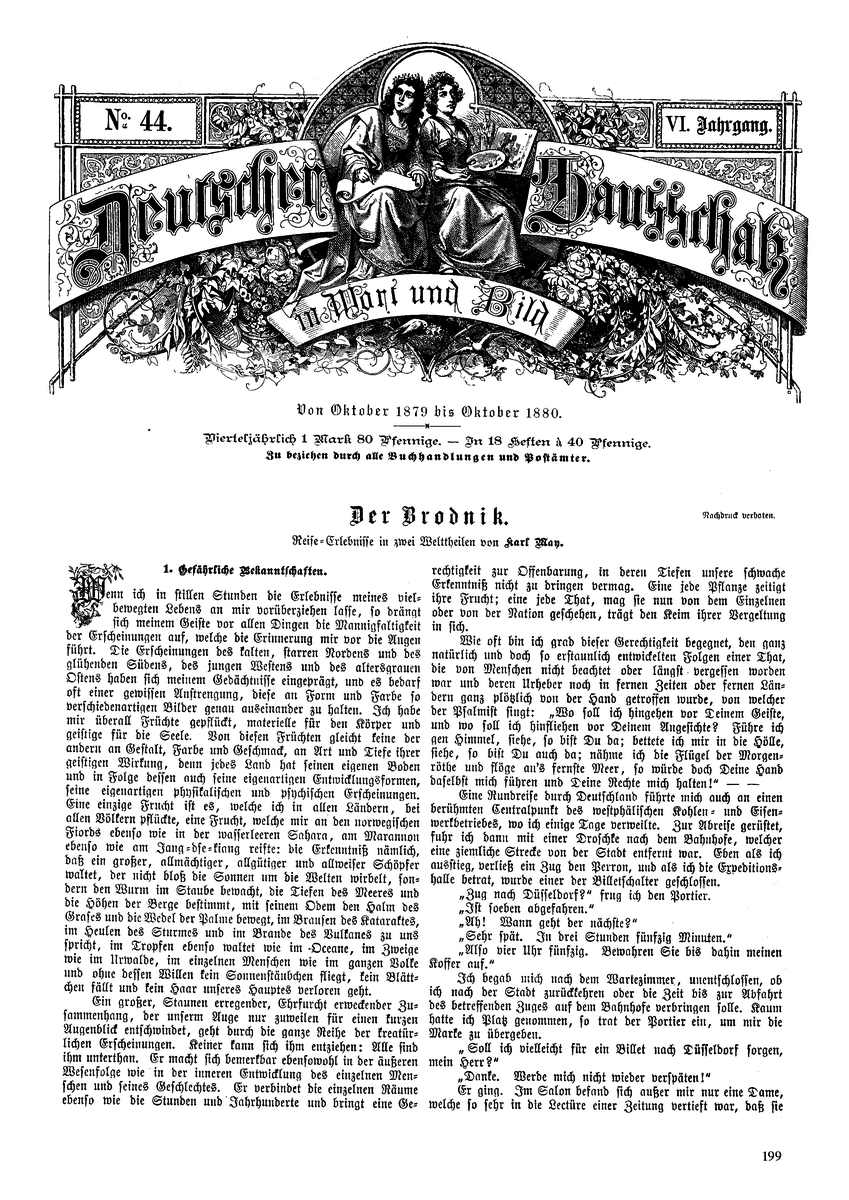
Vydání povídky z roku 1880 v Deutschen Hausschatz

Text povídky, do kterého May zakomponoval ústřední motiv ze své dřívější práce Na Sibiři (1878, Nach Sibirien), vydané v časopise Frohe Stunden, byl prvně vydán roku 1880 v katolickém týdeníku Deutschen Hausschatz in Wort und Bild. Roku 1894 May povídku zařadil do své povídkové sbírky Na Tichém oceánu. V Sebraných spisech Karla Maye z nakladatelství Karl-May-Verlag vychází tato povídka společně s povídkami Ehri a Kiang-lu v jednom příběhu s názvem V zemi draka (Im Zeichen des Drachen). Povídka Na Sibiři je pod názvem Na březích Dviny (An den Ufern der Dwina) obsažena ve čtyřicátém osmém svazku díla Kouzelná voda (Das Zauberwasser).
Povídka se postupně odehrává na čtyřech místech (v Porúří, v Drážďanech, v Moskvě a v Mongolsku). Při čekání na vlak do Düsseldorfu se Karel setká s údajnou zpěvačkou z Berlína Adou, která mu nabídne, aby si čekání zkrátili v místní kavárně hrou na piano. Brzy se v kavárně objeví Adin známý, Max Lannerfeld, který je označen za asesora, a také jeden obchodník s dobytkem. Pak Ada navrhne, aby jim asesor ukázal hazardní karetní hru three carde monte. Karel zpočátku vyhrává, ale je mu jasné, že zpěvačka, Max i obchodník jsou falešní hráči, kteří jej chtějí nejprve navnadit a pak obehrát. To se potvrdí, když chce ukončit hru a s výhrou odejít. Než o nich stačí uvědomit policii, všichni tři prchnou. Po několika měsících se Karel s údajným asesorem setká znovu, a to v Drážďanech, kde ho odhalí jako výrobce falešných pasů. Max je zatčen a odsouzen na několik let do vězení, jeho společnice, falešná zpěvačka, není dopadena.
Další setkání Karla s Maxem se odehraje v Moskvě. Tato část povídky obsahuje ústřední motiv z dřívější autorovy povídky Na Sibiři, který spočívá v tom, že Karel zabrání Maxovi (zde vystupuje pod jménem Mieloslav) a jeho společnici, která přijala jméno Vanda, v plánované loupeži vzácných klenotů. Mieloslav je jako brodnik (бродник), tj. tulák, lupič a pobuda, odsouzen s Vandou do vyhnanství na Sibiř.
Poslední část povídky přímo navazuje na příběh Kiang-lu. Karel (Charley) s Turnestickem navtíví Macao a pak dopluji do Tchien-ťinu, kde se Charley s Turnestickem rozloučí, protože má v úmyslu navštívit poušť Gobi a Mongolsko. Cestou se dozví o svatém muži, vyznávajícím křesťanství, který žije v jeskyni na svaté hoře Bookte-oola. Mezi poutníky, kteří se shromažďují pod horou, objeví skupinu uprchlých ruských trestanců vedených Mieloslavem. Ten má v úmyslu svatého muže, který shromažďuje dary na stavbu chrámu, oloupit. Při pokusu o loupež jej však poustevník srazí z hory. Zbylí Rusové uprchnou na ukradených koních, ale během několika dnů se jejich pronásledovatelé vrací s koňmi zpět. O osudu Růsů se Charley nic nedoví.

### Girl-Robber

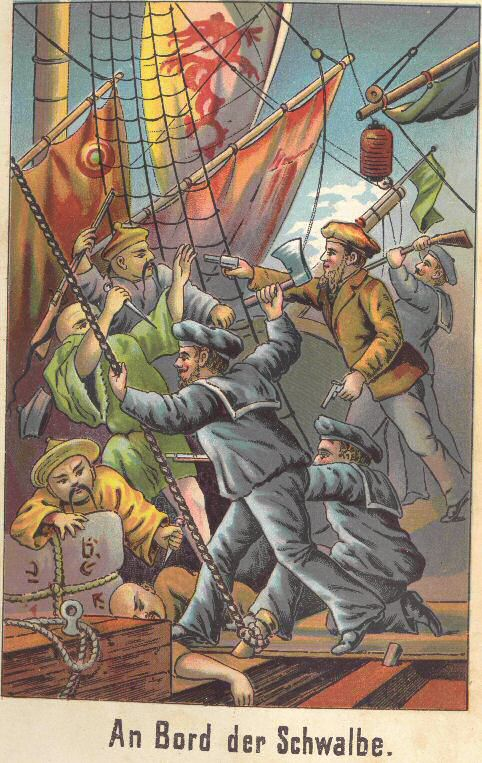
Vydání povídky z roku 1894

První varianta povídky vyšla roku 1878 jako Dobrodružství na Cejlonu (Ein Abenteuer auf Ceylon) v časopise Frohe Stunden. Roku 1879 May povídku přepracoval a s názvem Girl-Robber (což znamená lupič dívek) jí vydal v katolickém týdeníku Deutschen Hausschatz in Wort und Bild. Roku 1894 pak May povídku zařadil do své povídkové sbírky Na Tichém oceánu. V tom samém roce vyšla povídka pod názvem Na palubě Vlaštovky (An Bord der Schwalbe) v povídkové knize Škrtič karavan (Der Karawanenwürger) od nakladatelství Hugo Liebau v Berlíně. V Sebraných spisech Karla Maye z nakladatelství Karl-May-Verlag vychází tato povídka společně s povídkou Na Tygřím mostě v jednom příběhu s názvem Piráti Indického moře. Původní povídka Dobrodružství na Cejlonu je obsažena v osmdesáteém čtvrtém svazku díla Páter Bowie (Der Bowie-Pater).
Na Cejlonu se Charley seznámí s milovníkem sázek lordem Johnem Raffleyem. Společně zachrání bývalého Raffleyova sluhu, Sinhálce Kaladiho, který je odsouzen k smrti, protože zabil muže, který se mu pokusil unést snoubenku. Oba také zjistí, že muž je z podezřelé čínské lodi, jejíž pirátská posádka zřejmě unáší dívky. Lord Raffley a Charley se zúčastní lovu slonů, během něhož piráti unesou několik dívek včetně Kaladiho snoubenky. Piráty na Raffleyově jachtě Swallow (Vlaštovka) sledují a nakonec je zajmou při rabování jedné pobřežní vsi a do příjezdu guvernéra je uvězní na jejich džunce.

### Na Tygřím mostě
Tuto povídku May napsal roku 1894 přímo pro vydání své povídkové sbírky Na Tichém oceánu. V Sebraných spisech Karla Maye z nakladatelství Karl-May-Verlag vychází tato povídka společně s povídkou Girl-Robber v jednom příběhu s názvem Piráti Indického moře.
Příběh bezprostředně navazuje na předcházející povídku Girl-Robber. Vojáci, kteří hlídají zajaté piráty, tvrdí, že na džunce v noci straší. Raffley a Charley se o tom jdou přesvědčit, protože se obávají, že by někdo mohl piráty osvobodit. Ze strašídla se vyklube bývalý Chareyův černošský sluha Quimbo z doby, kdy cestoval pro Transvaalu (viz Mayova povídka Boer van het Roer). Po Charleyově odjezdu z Afriky se stal sluhou holandského obchodníka Bontwerkera, se kterým putoval na Jávu, kde byli zajati piráty. Bontwerker je uvězněn na tzv. Tygřím mostě u Sumatry a Quimbo musí na lodi sloužit. Protože se obával, že by mohl být také považován za piráta, ukrýval se v podpalubí a vycházel pouze v noci pro jídlo.
Raffleymu a Charleymu se nepodaří od pirátů zjistit, kde přesně Tygří most leží. Cestou na Sumatru se jim ale podaří zajmout uprchlíky z věznice na Andamanských ostrovech a zjistí od nich, jak najít pirátské skladiště vedené pirátem Ta-kim. Charley s Kaladim (viz předcházející povídka) se přestrojí za piráty, vyzví od Ta-kiho polohu Tygřího mostu a pak jej předají spravedlnosti. Dorazí k Tygřímu mostu, osvobodí zajatce a zajmou vůdce pirátů Číňana Ling-taa. pak se Charely rozloučí s Quimbem, který chce zůstat s Bontwerkerem.